# Mayr-Melnhof (Familie)

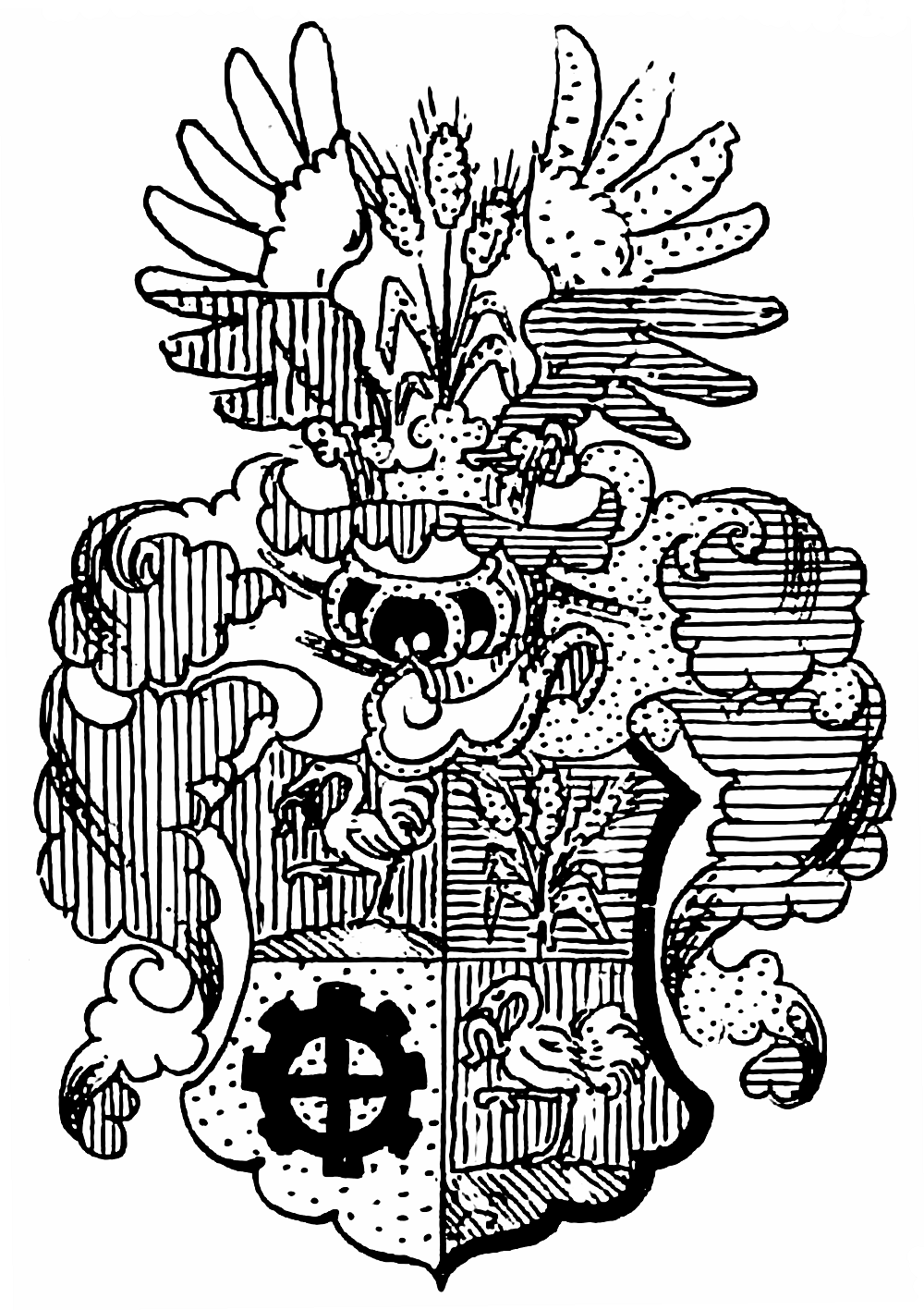
Stammwappen der Mayr von Melnhof

Mayr-Melnhof ist eine österreichische Unternehmerfamilie, die im 19. Jahrhundert in der Stahl- und Hüttenindustrie zu großem Wohlstand kam und damit den größten Privatforstbetrieb Österreichs, vor allem in der Steiermark, erwarb. Sie ist bis heute Mehrheitseigner der Mayr-Melnhof Karton AG, deren jährlicher Umsatz über 2 Milliarden Euro beträgt. Ferner gehören ihr die Mayr-Melnhof Holz Holding, die Mayr von Melnhof'sche Holzhandlung in Salzburg sowie eine Wohnungsgesellschaft.
Franz Mayr (1810–1889) wurde 1859 mit dem Prädikat „Edler von Melnhof“ geadelt und 1872 in den Freiherrenstand erhoben. Die Familie erwarb Schlossgüter in der Steiermark und im Salzburger Land.

## Vorfahren
Die Vorfahren der Familie Mayr-Melnhof stammen aus der heute zur Gemeinde Spielberg gehörenden Ortschaft Schönberg bei Knittelfeld, wo sie einen bzw. zeitweise auch zwei Bauernhöfe des Klosters Seckau bewirtschafteten. Im Jahr 1423 ist ein Andre Mayr nachgewiesen. Im Jahr 1434 erscheint Hans Mayr zu Kattinga als Zechenmeister der Kirche zu Schönberg.
Seit 1603 gibt es eine lückenlose Ahnenreihe. Damals übergab Hans Mayr seinen Bauernhof an seinen Sohn Balthasar. Lorenz Mayr, der älteste Sohn von Philipp Mayr, verkaufte seine Höfe in Spielberg und wurde in Judendorf bei Leoben (heute ein Stadtteil von Leoben) am Melmayrhof sesshaft. Er heiratete am 8. Juli 1777 Maria, die einzige Tochter und Erbin des wohlhabenden Bauern Franz Zechner, vulgo Melmayr. Sein Sohn Franz, geboren 1779, wurde 1805 Gastwirt am Leobner Hauptplatz.

## Haupterben und wichtige Familienmitglieder

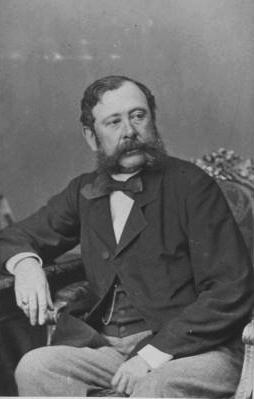
Franz Freiherr Mayr von Melnhof (1810–1889)

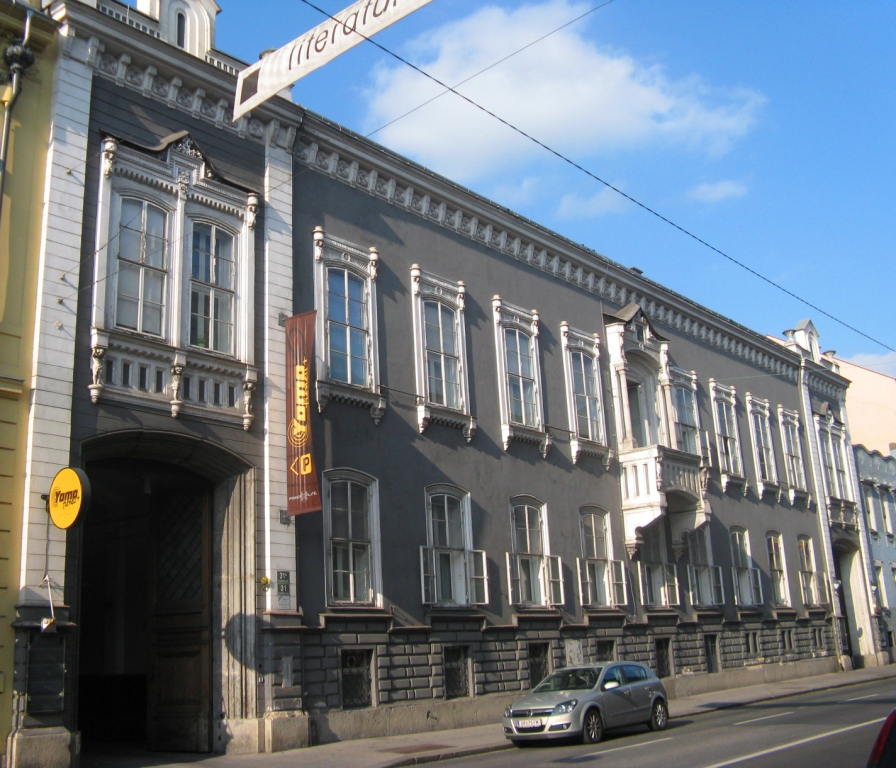
Ehemaliges Stadtpalais Mayr-Melnhof in Graz

Die Familie Mayr-Melnhof betrieb und betreibt eine sehr konsequente Erbpolitik, so dass das große Vermögen möglichst zusammenbleibt. Es ist, wie in derartigen Unternehmer- und ehemaligen Adelsfamilien, Tradition, dass der Haupterbe in der Familienlinie stets den Vornamen weiterträgt, im Fall der steirischen Linie der Mayr-Melnhofs der Vorname Franz.
- Franz Mayr („Franz I.“; * 27. Jänner 1779 am Melmayerhof in Leoben-Judendorf;  † am 6. April 1847 in Graz). Er errichtete im Jahre 1837 die „Franzenshütte“ am Vordernbergerbach. Indirekt wurde er zum Begründer des Hüttenwerkes Donawitz, da diese Franzenshütte das erste Stahlwerk und Puddlingwerk in der Steiermark war.

Familienzweig Mayr-Melnhof:
- Franz Freiherr Mayr von Melnhof („Franz II.“; *  23. August 1810 in Leoben; † am 28. Dezember 1889 in Leoben), der Sohn und Nachfolger von Franz Mayr, erweiterte das Eisenwerk seines Vaters in Donawitz und errichtete eine Gussstahlfabrik in Kapfenberg. 1859 wurde er mit dem Prädikat von Melnhof geadelt und 1872 in den Freiherrenstand erhoben.

1881 wurde der Donawitzer Industriekomplex in die Oesterreichisch-Alpine Montangesellschaft aufgenommen; 1894 kauften die Gebrüder Böhler das Kapfenberger Werk (Böhler-Werke). In seiner Ära wurde ein großer Teil des umfangreichen Waldbesitzes erworben.
- Franz Freiherr Mayr von Melnhof („Franz III.“; * 11. November 1854 in Leoben; † am 18. Juli 1893 Himberg in Niederösterreich). Der Sohn von „Franz II.“ wurde ebenfalls Industrieller und gründete 1888 die Holzstoff- und Pappefabrik in Frohnleiten. Dies war der Beginn der heutigen Mayr-Melnhof Karton AG, die der größte Karton- und Faltschachtelhersteller Europas ist.

Seit dem Adelsaufhebungsgesetz im April 1919 ist der Familienname der österreichischen Familienzweige Mayr-Melnhof:
- Franz Mayr-Melnhof („Franz IV.“; * 23. Juni 1888 als Franz Freiherr Mayr von Melnhof in Wien–Hietzing;[3] † am 29. Dezember 1957 in Frohnleiten), war mehrere Jahrzehnte lang der Chef der familieneigenen Güter und Betriebe. Aus seiner Ehe mit Marie Hohenlohe-Schillingsfürst hatte er keinen männlichen Erben. Daher adoptierte er seinen ältesten Enkel, den Sohn seiner Tochter Maria-Mathilde, die mit Carl Anton Goëss-Saurau (* 23. Juni 1921;[4] † 6. Dezember 2015) verheiratet war, und machte ihn zum Haupterben. Von diesem Carl Anton Goess-Saurau leitet sich der Traditionsname Mayr-Melnhof-Saurau ab.
- Friedrich Mayr-Melnhof (* 7. Juli 1892 in Himberg;[5]  † am 7. März 1956 in Marbella, Spanien), Automobilrennfahrer, Forscher und Sammler. Er begründete den Salzburger Zweig der Familie Mayr-Melnhof.
- Marianne Sayn-Wittgenstein-Sayn, geb. Mayr-Melnhof (* 9. Dezember 1919; † 4. Mai 2025), Fotografin.

Familienzweig Mayr-Melnhof-Saurau:
- Franz Mayr-Melnhof („Franz V.“; * 22. Februar 1949, † 14. Juni 1993): So lange dieser noch nicht voll geschäftsfähig war, übte sein Vater Goess-Saurau die wichtigsten Funktionen in den Familienbetrieben sowie weiterhin auch nach dem frühen Tod des Sohnes aus.
- Franz Mayr-Melnhof-Saurau („Franz VI.“; * 19. März 1977) ist der älteste Sohn und das drittälteste von insgesamt sechs Kindern des nach einem Autounfall im Kanaltal verstorbenen „Franz V“ und dessen erster Ehefrau Erzsebet Mayr-Melnhof, geborene Andrássy. In erster Ehe war er mit Eva, geborene Aggermann, verheiratet und hat mit ihr drei Kinder: Franz, Lucia und Clemens. In zweiter Ehe ist er seit 2024 mit Patricia, geborene Zaugg-Kwizda, verheiratet.

## Genealogie
1. Lorenz Mayr (1756–1808) ⚭ Magdalena Zechner (1752–1816)
  1. Franz Mayr (1779–1847) ⚭ Josephine Stumpf (1786–1840)
    1. Franz Mayr von Melnhof (Franz II.) (1810–1889) ⚭ Theodora Hittner von Hittnern (1828–1857)
      1. Franz Mayr von Melnhof (Franz III.) (1854–1893) ⚭ Mathilde von Tinti (1863–1927)
        1. Marie Mayr von Melnhof (1884–1960) ⚭ Friedrich Wend zu Eulenburg (1881–1963)
        2. Franz Mayr von Melnhof (Franz IV.) (1888–1957) ⚭ Marie Hohenlohe-Waldenburg-Schillingfürst (1895–1946)
          1. Franziska Mayr-Melnhof (1919–1964) ⚭ Heinrich III Reuss (1919–1993)
          2. Maria Mathilde Mayr-Melnhof (1921–1996) ⚭ Carl-Anton-Goess-Saurau (1921–2015)
            1. Franz Mayr-Melnhof-Saurau (Franz V.) (1949–1993) ⚭ Erszebet Andrássy, ⚭ Ursula Haase
              1. Melanie Mayr-Melnhof-Saurau (* 1972)
              2. Katharina Mayr-Melnhof-Saurau (* 1974)
              3. Franz Mayr-Melnhof-Saurau (Franz VI.) (* 1977) ⚭ Eva Aggermann ⚭ Patricia Zaugg-Kwizda
              4. Nikolaus Mayr-Melnhof-Saurau (* 1978)
              5. Ferdinand Mayr-Melnhof-Saurau (* 1987)
              6. Felix Mayr-Melnhof-Saurau (* 1989)

        3. Friedrich Mayr von Melnhof (Friedrich I.) (1892–1956) ⚭ Maria-Anna von Meran (1897–1983)
          1. Marianne Mayr-Melnhof (1919–2025) ⚭ Ludwig Sayn-Wittgenstein-Sayn (1915–1962)
          2. Ladislaja Mayr-Melnhof  (1920–2023) ⚭ Jakob zu Eltz (1921–2006)
          3. Margarete Mayr-Melnhof (1923–2024) ⚭ Hermann Ritter von Jedina (1911–2002)
          4. Friedrich Mayr-Melnhof (Friedrich II.) (1924–2020) ⚭ Maria Anna Orsini-Rosenberg (1927–2010)
            1. Maria Theresia Mayr-Melnhof (* 1950) ⚭ Roman Reisky-Dubnitz (* 1946)
            2. Friedrich Mayr-Melnhof (Friedrich III.) (* 1952) ⚭ Monika-Nostitz-Rieneck (* 1965)
              1. Friedrich Mayr-Melnhof (* 1986) ⚭ Antonia Czernin von und zu Chudenitz (* 1988)

            3. Theodora Mayr-Melnhof (* 1954) ⚭ Alexander Eberle (* 1952)
            4. Maria Catharina Mayr-Melnhof (* 1956) ⚭ Hieronymus Clary und Aldringen (1950–2001)
            5. Sophie Mayr-Melnhof (* 1958) ⚭ Ferdinand Brandis (* 1957)
            6. Stephanie Mayr-Melnhof (1961–2010)
            7. Georg Mayr-Melnhof (* 1968)
            8. Maximilian Mayr-Melnhof (* 1970) ⚭ Maria Trénor y Löwenstein (* 1974)

          5. Therese Maria Mayr-Melnhof (1926–2019) ⚭ Heinrich Hoyos (1924–1999)
          6. Gabriele Mayr-Melnhof (* 1928) ⚭  Ernst Wagner Schilling (1924–1991)
          7. Elisabeth Mayr-Melnhof (* 1930) ⚭ Istvбn Visy (1906–2000)
          8. Huberta Mayr-Melnhof (* 1932) ⚭ Emanuel Alexander Pereira-Arnstein (1931–1976)
          9. Johanna Mayr-Melnhof (* 1935) ⚭ Johann-Christoph Oswald (1925–1982)

      2. Ernst Karl Richard Mayr von Melnhof (1856–1888) ⚭ Sidonia Christine Ludovika von Kudriaffsky (1849)
      3. Theodora Mayr von Melnhof (1857–1936) ⚭ Adalbert Kottulinsky (1847–1904)

    2. Karl Mayr von Melnhof (1811–1864)
    3. Rudolf Mayr von Melnhof (1821–1900) ⚭  Maria Lamberger
      1. Rudolf Mayr von Melnhof (1860–1912) ⚭  Klara von Leuzendorf (1868–)
        1. Clara Mayr von Melnhof (1889–1960) ⚭  Siegmund von Benigni in Müldenberg (1886–1972)

  2. Jakob Mayr (1784–1862), Bürgermeister von Leoben-Judendorf

## Waldbesitz

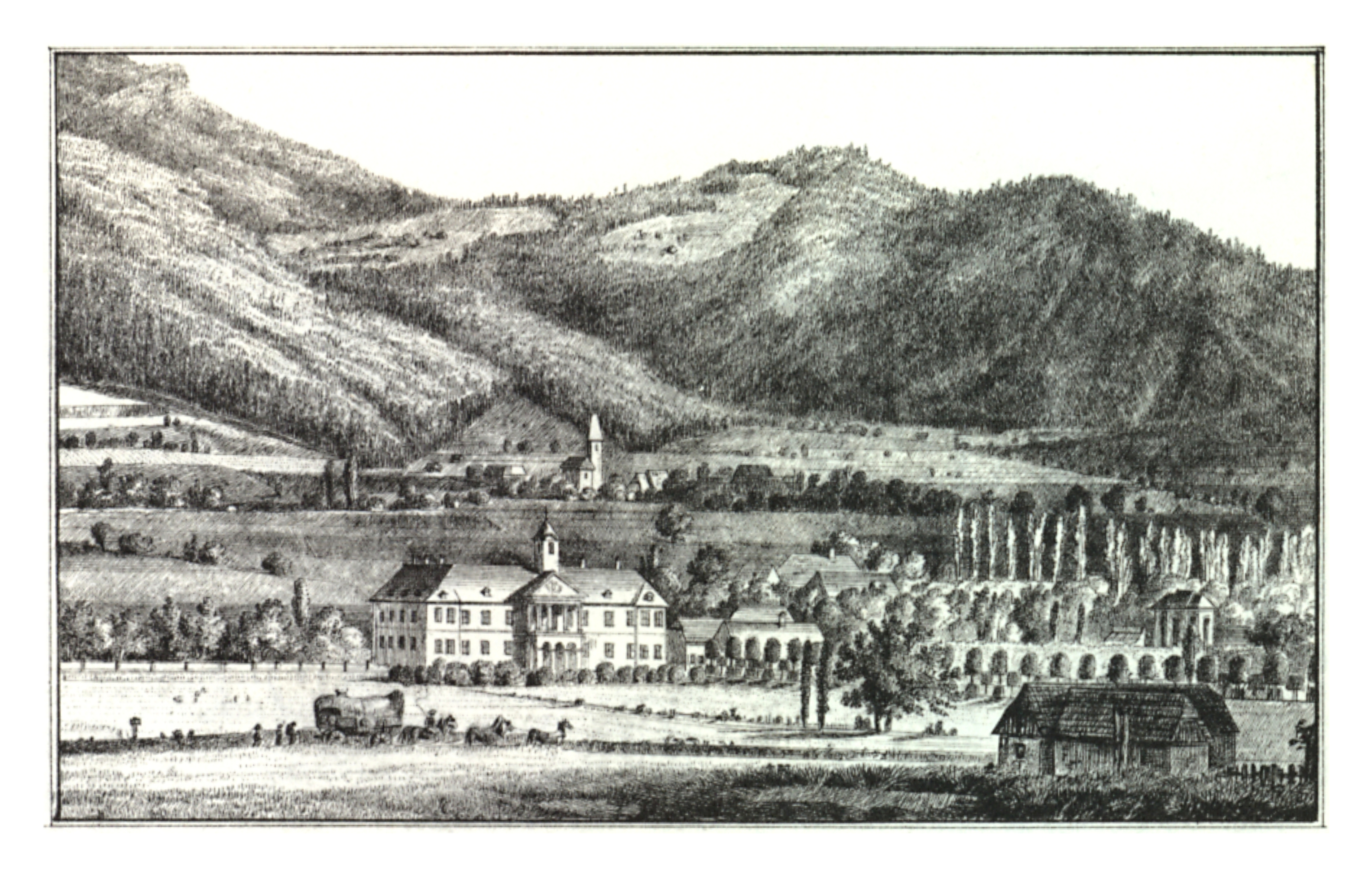
Schloss Neu-Pfannberg, Steiermark (1825)

Der Forstbetrieb Franz Mayr-Melnhof-Saurau in der Steiermark ist der größte Privatforstbetrieb Österreichs. Die Gesamtfläche beträgt 32.700 Hektar, davon sind 29.400 Hektar Wald und davon ist wiederum eine Fläche 21.800 Hektar Wirtschaftswald. Es gibt eine Forstverwaltung Frohnleiten-Pfannberg. Der Forstbesitz besteht aus zwei großen zusammenhängenden Komplexen. Einer liegt zwischen Frohnleiten und Leoben, der zweite zwischen Trofaiach und Mautern in Steiermark.
Der Wald liegt in einer Höhenlage von 409 bis 2214 m und besteht zu 77 % aus Fichte, 12 % Lärche und 11 % Buche und sonstigen Gehölzen. Der durchschnittliche Jahreseinschlag liegt bei 170.000 Festmetern.
Neben der forstlichen Tätigkeit betätigt sich der Betrieb auch erfolgreich im Forstgerätebau mit der MM Forsttechnik GmbH. Familiensitz ist das Schloss Neu-Pfannberg.

## Industriebetriebe
Das größte Asset des Mayr-Melnhof-Clans sind die Mehrheitsanteile bei der Mayr-Melnhof Karton AG.
Zusätzlich gibt es die Unternehmungen der Mayr-Melnhof Holz Holding, die zu 74,9 % Franz VI. Mayr-Melnhof gehören.

## Salzburger Zweig

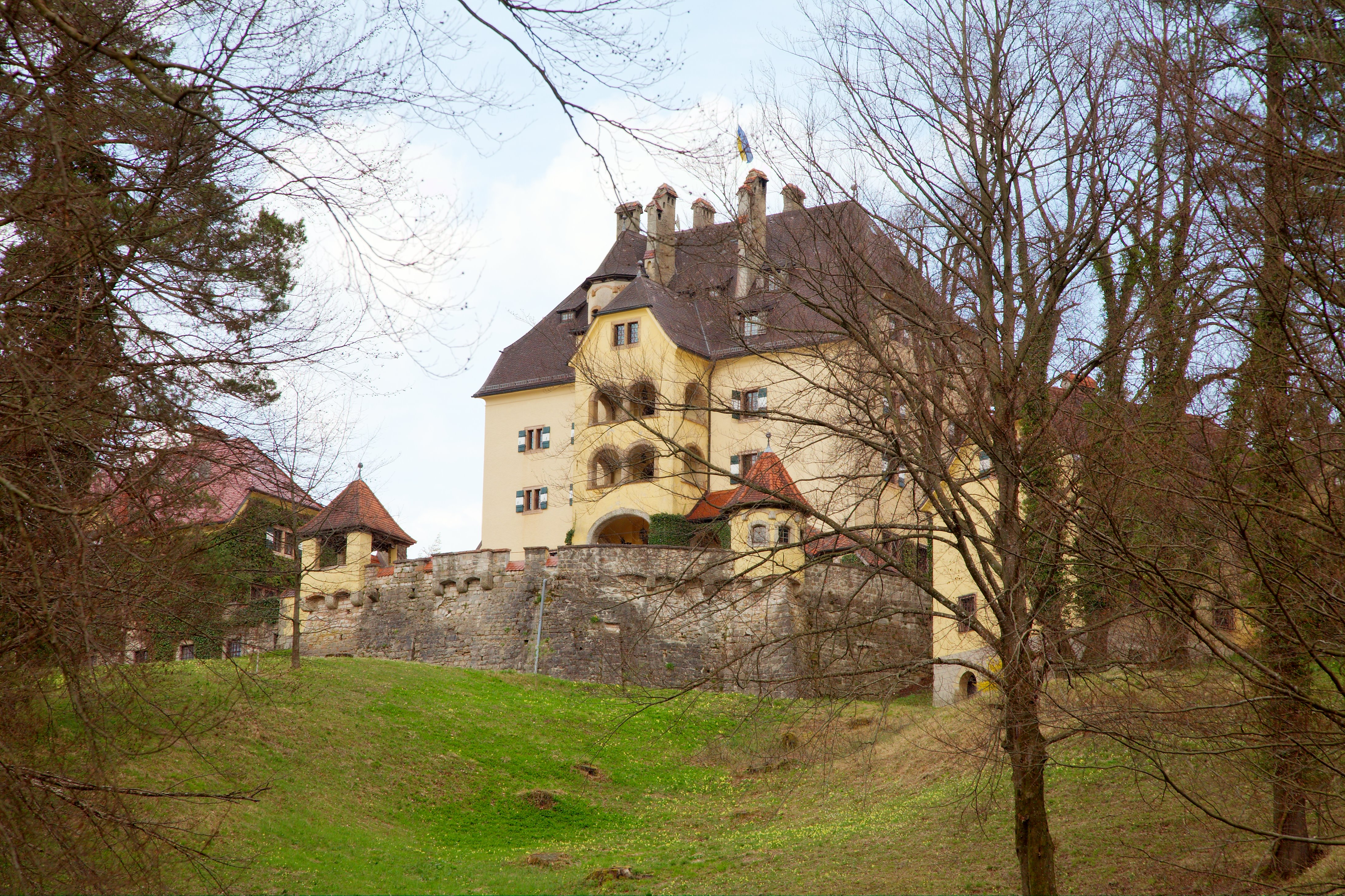
Schloss Glanegg

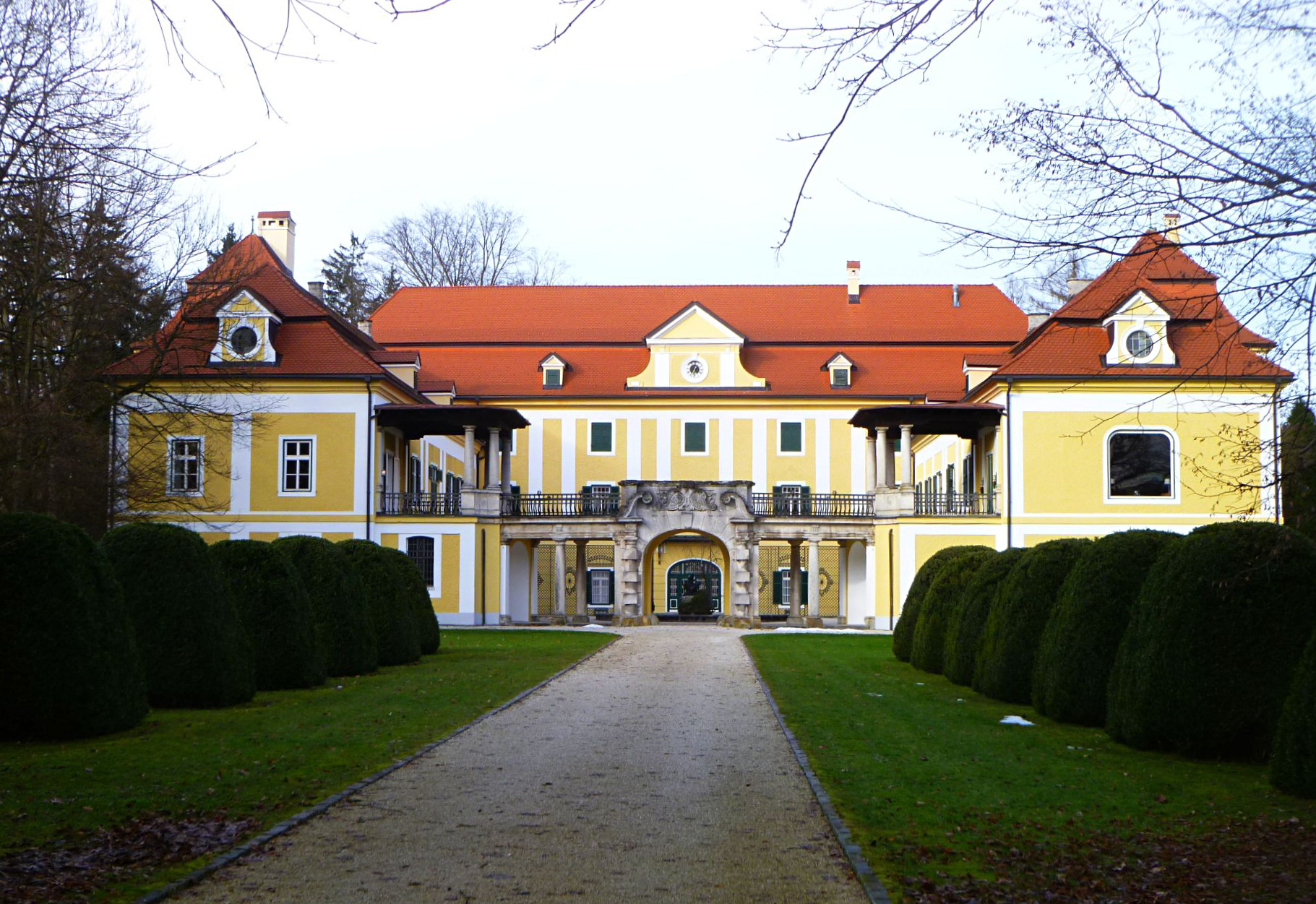
Schloss Kogl (Attergau)

Der Salzburger Zweig der Familie Mayr-Melnhof, deren Linie sich 1892 von den steirischen Verwandten abspaltete, besitzt rund 7000 Hektar Grund und Boden in Salzburg und Oberösterreich. Zum Vermögen gehören die Mayr von Melnhof’sche Holzhandlung in Salzburg, Schloss Glanegg, Schloss Kogl, Anteile an der Mayr-Melnhof Karton AG und an der Wohnungsgesellschaft der steirischen Mayr-Melnhofs.
Der Patriarch der Salzburger Mayr-Melnhofs, Friedrich Mayr-Melnhof (* 5. Juli 1924; † 14. April 2020), war zwischen 1983 und 1986 Landesrat für Land- und Forstwirtschaft in Salzburg. Er war verheiratet mit Maria Anna geb. Orsini-Rosenberg (1927–2010) und Vater von fünf Söhnen und fünf Töchtern. Er verwaltete den Familienbesitz selbst. Von seinen Kindern starben zwei Söhne (Heinrich und Paul) jeweils kurz nach ihren Geburten 1957 bzw. 1963. Der viertgeborene Sohn Georg (* 1968) studierte zunächst Wirtschaftswissenschaften und sollte den größeren Teil des Salzburger Mayr-Melnhof-Besitzes übernehmen. Er entschied sich vorerst gegen das millionenschwere Erbe und trat 1995 in das Priesterseminar ein. Er studierte Theologie und wollte Geistlicher werden, entschied sich aber dann für die Ehe und heiratete. Er lebt heute zusammen mit seiner Frau sowie zwei Söhnen und zwei Töchtern, ist Religionslehrer und missioniert im Rahmen der Loretto Gemeinschaft. Seit 2008 sitzt er im Aufsichtsrat des Familienunternehmens der Mayr-Melnhof Gruppe.
Seine beiden älteren Brüder haben ihre eigenen Unternehmen: Maximilian Mayr-Melnhof ist Eigentümer des Salzburger Forstbetriebes, sein Bruder Friedrich ist mit Monika, geb. Nostitz-Rieneck, verheiratet, einer Enkelin von Sophie Nostitz-Rieneck, der einzigen Tochter des in Sarajevo ermordeten Thronfolgerpaares.

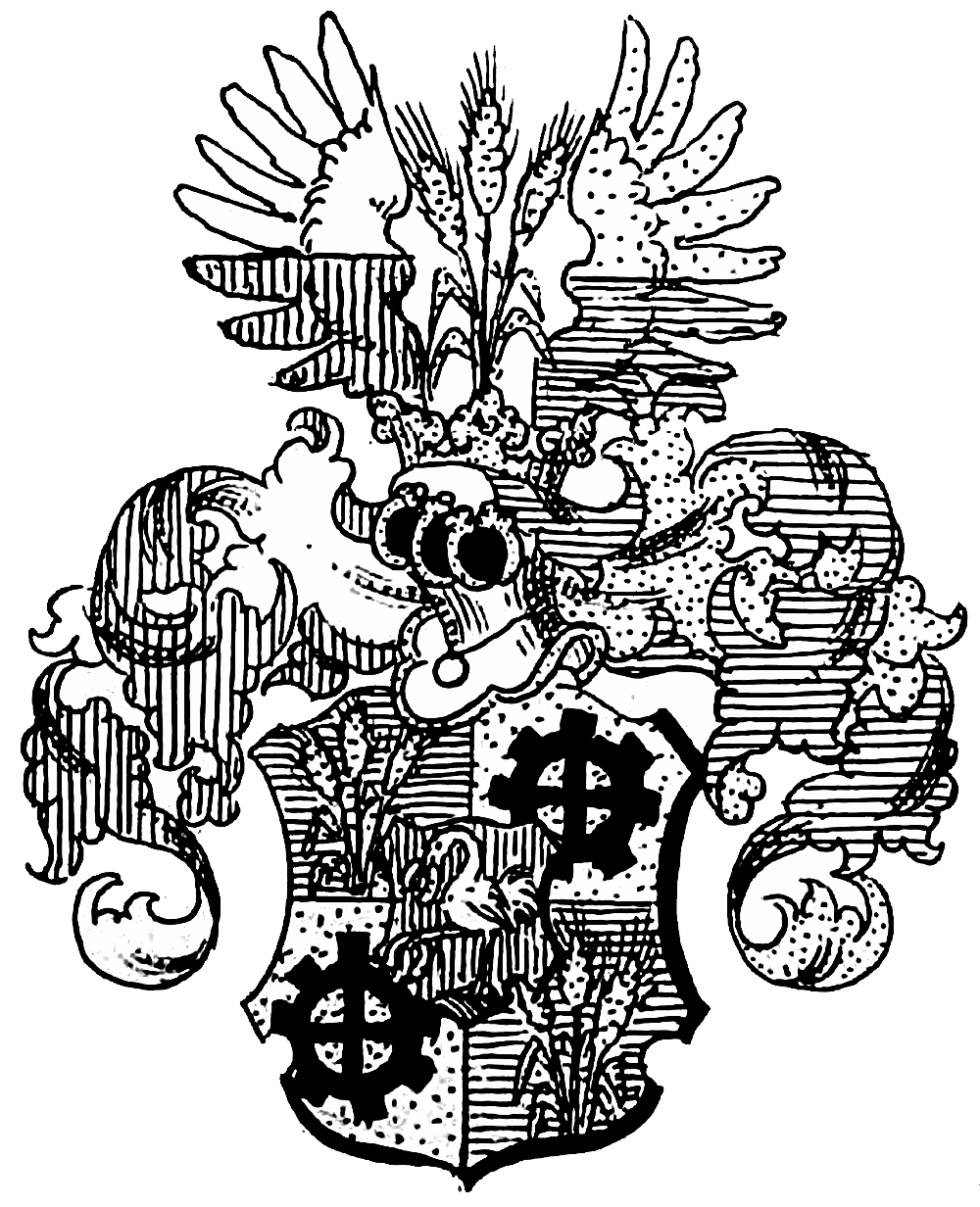
Wappen der Freiherrn Mayr von Melnhof, aus Siebmachers Wappenbuch

## Wappen

### Wappen von 1861/62
Blasonierung: Das Wappen von 1861/62 ist geviert: Felder 1 und 4 zeigen auf grünem Hügel einen natürlichen Strauß, im Schnabel ein mit den Stollen abwärts gekehrtes Hufeisen und mit dem rechten Fuß ein mit den Stollen rechts-gekehrtes Hufeisen haltend, 2 in Blau fächerförmig drei Kornähren, 3 in Gold ein vierspeichiges schwarzes Kammrad; auf dem Helm mit rechts rot-silbernen und links blau-goldenen Helmdecken die Ähren zwischen offenem, rechts von Silber und Rot, links von Gold und Blau geteiltem Flug.

### Freiherrenwappen von 1873
Blasonierung: Das freiherrliche Wappen von 1873 ist geviert und belegt mit einem Herzschild, darin auf grünem Boden der Strauß wie 1861; 1 und 4 zeigen die goldenen Ähren, 2 und 3 in Gold das Kammrad. Helm und Zimier wie 1861; als Schildhalter zwei aus Rachen und Ohren feuersprühende Panther, der rechte silber und der linke gold; Wahlspruch: „RECTE AGENDO SECURITAS“.